# 大栄インターチェンジ (鳥取県)
大栄インターチェンジ（だいえいインターチェンジ）は、鳥取県東伯郡北栄町の山陰自動車道（北条道路）に建設中のインターチェンジである。名称は仮称である。

## 道路
- E9 山陰自動車道（北条道路）

## 接続する道路
- 国道9号[1]

## 歴史
- 未定 : 北条IC/JCT - 大栄東伯IC間開通に伴い供用開始予定[2][注釈 1]。

## 周辺
- 道の駅大栄
- 由良駅（JR山陰本線）

## 料金所
無料区間のため設置されない予定。

## 隣
E9 山陰自動車道（北条道路）
北条IC/JCT（事業中） - 大栄IC（事業中） - (9)大栄東伯IC